# 대한민국 형사소송법 제14조
대한민국 형사소송법 제14조는 관할지정의 청구에 대한 형사소송법의 조문이다.

## 조문
제14조(관할지정의 청구) 검사는 다음 경우에는 관계있는 제1심법원에 공통되는 직근 상급법원에 관할지정을 신청하여야 한다.
1. 법원의 관할이 명확하지 아니한 때
2. 관할위반을 선고한 재판이 확정된 사건에 관하여 다른 관할법원이 없는 때

第14條(管轄指定의 請求)檢事는 다음 境遇에는 關係있는 第1審法院에 共通되는 直近 上級法院에 管轄指定을 申請하여야 한다.
1. 法院의 管轄이 明確하지 아니한 때
2. 管轄違反을 宣告한 裁判이 確定된 事件에 關하여 다른 管轄法院이 없는 때

## 참고 문헌
- 손동권 신이철, 새로운 형사소송법(초판, 2013), 세창, 2013. ISBN 9788984114081
- 김기준. (2018). 형사소송법 제14조 재정관할 조항의 개정 필요성 고찰 - 역외범죄 관련 토지관할 흠결 상황을 중심으로 -. 형사법의 신동향,(60), 1-40.

## 같이 보기
- 관할
- 토지관할